# Honsob
Honsob (Honsobě) je malá vesnice v okrese Mladá Boleslav, je součástí obce Březina. Nachází se asi 1,7 kilometru jihozápadně od Březiny.Vesnicí prochází silnice II/610.

## Název
Původně se osada nazývala Porostlá (Prorostlá). V 17. století získala nové jméno podle svého nejznámějšího obyvatele jménem Hoňsobě a znamenalo záškodník (německy Packknecht).

## Historie
První písemná zmínka o vesnici pochází z roku 1604. Podle J. V. Šimáka vznikla vesnice v 18. století přestěhováním několika rodin z Kačovce (Arnoštic, součást obce Žďár).

## Pamětihodnosti
- Hraniční kámen – mezník, při silnici na Březinu na pozemku ppč. 313 (kulturní památka)